# Distenia angustata
Distenia angustata es una especie de escarabajo longicornio del género Distenia, categorizada en la tribu Disteniini, de la orden Coleoptera. Fue descrita por Bates en 1870.

## Descripción
Mide 12-15 mm de longitud.

## Distribución
Se distribuye por Bolivia, Brasil, Guayana Francesa y Surinam.